# Mona (Utah)
Mona is een plaats (town) in de Amerikaanse staat Utah, en valt bestuurlijk gezien onder Juab County.

## Demografie
Bij de volkstelling in 2000 werd het aantal inwoners vastgesteld op 850.
In 2006 is het aantal inwoners door het United States Census Bureau geschat op 1198, een stijging van 348 (40.9%).

## Geografie
Volgens het United States Census Bureau beslaat de plaats een oppervlakte van
3,7 km², waarvan 3,6 km² land en 0,1 km² water. Mona ligt op ongeveer 1496 m boven zeeniveau.

## Plaatsen in de nabije omgeving
De onderstaande figuur toont nabijgelegen plaatsen in een straal van 20 km rond Mona.